# 徐世隆
徐 世隆（じょ せいりゅう、1206年 - 1285年）は、金朝およびモンゴル帝国（大元ウルス）に仕えた漢人官僚の一人。字は威卿。陳州西華県の出身。

## 概要
徐世隆は弱冠にして1227年（正大4年）の進士に登第し、県令に任じられることとなった。しかし、徐世隆の父は徐世隆がまだ若いことを理由に、さらに学問を究めた上で30歳を過ぎてから仕官するよう戒め、徐世隆はこれに従って職を辞し研鑽を積んだ。
1232年（壬辰）には父が死去したため、1233年（癸巳）に徐世隆は母とともに黄河を北に渡り、モンゴルに仕える漢人世侯の厳実の招聘を受けその書記となった。1252年（壬子）、このころ東アジア方面遠征軍の司令官に任命されたクビライが徐世隆を召し出し、直近の雲南・大理遠征について意見を聞いた。そこで徐世隆は孟子の言葉を引いてなるべく殺人を避けるよう答え、クビライも徐世隆の意見を受け入れたという。クビライは徐世隆を側近としようとしたが、徐世隆は老母の存在を理由にこれを辞し、厳実が死去するとその息子の厳忠済に仕えるようになった。
1260年（中統元年）、クビライが即位すると燕京等路宣撫副使に抜擢され、1261年（中統2年）5月に宣撫使の張徳輝が罷免された後、宣撫使に昇格となった。同年中には燕京等路の治所を順天路に移し、同年の飢饉の対応を行っている。1262年（中統3年）には宣撫使を罷免となり、徐世隆は一時東平に帰った。 1263年（中統4年）、クビライは徐世隆を召し出して堯・舜・禹・湯の事蹟を尋ね、徐世隆の解説を聞くと、モンゴル語に訳して訳書を作成するよう命じたという。
1264年（至元元年）には翰林侍講学士・兼太常卿の地位に遷り、詔命典冊の作成に携わったほか、祭祀の制定にも尽力した。1270年（至元7年）には吏部尚書の地位に遷った。
1272年（至元9年）には東昌路総管に任じられ、徳を以て配下の官吏を率いたことから不正がなくなり、現地の民からたたえられたという。1277年（至元14年）には山東提刑按察使の地位に移り、この時妖言を弄した罪で捕らえられた数百名の内、18・19名は無実であると調べ上げ釈放した逸話が伝えられている。1278年（至元15年）には淮東に移り、このころ日本遠征（文永の役）の計画が始まると、これに反対している。
1280年（至元17年）には召し出されて翰林学士、また集賢学士の職につけられようとしたが、いずれも病を理由に固辞している。1285年（至元22年）、アントン・ノヤンが丞相として復帰すると、老齢とはいえ徐世隆は起用すべき人材であると上奏したが、やはり徐世隆は老齢を理由にこれを辞して、それからまもなく80歳にして亡くなった。